# Ascobolus crenulatus

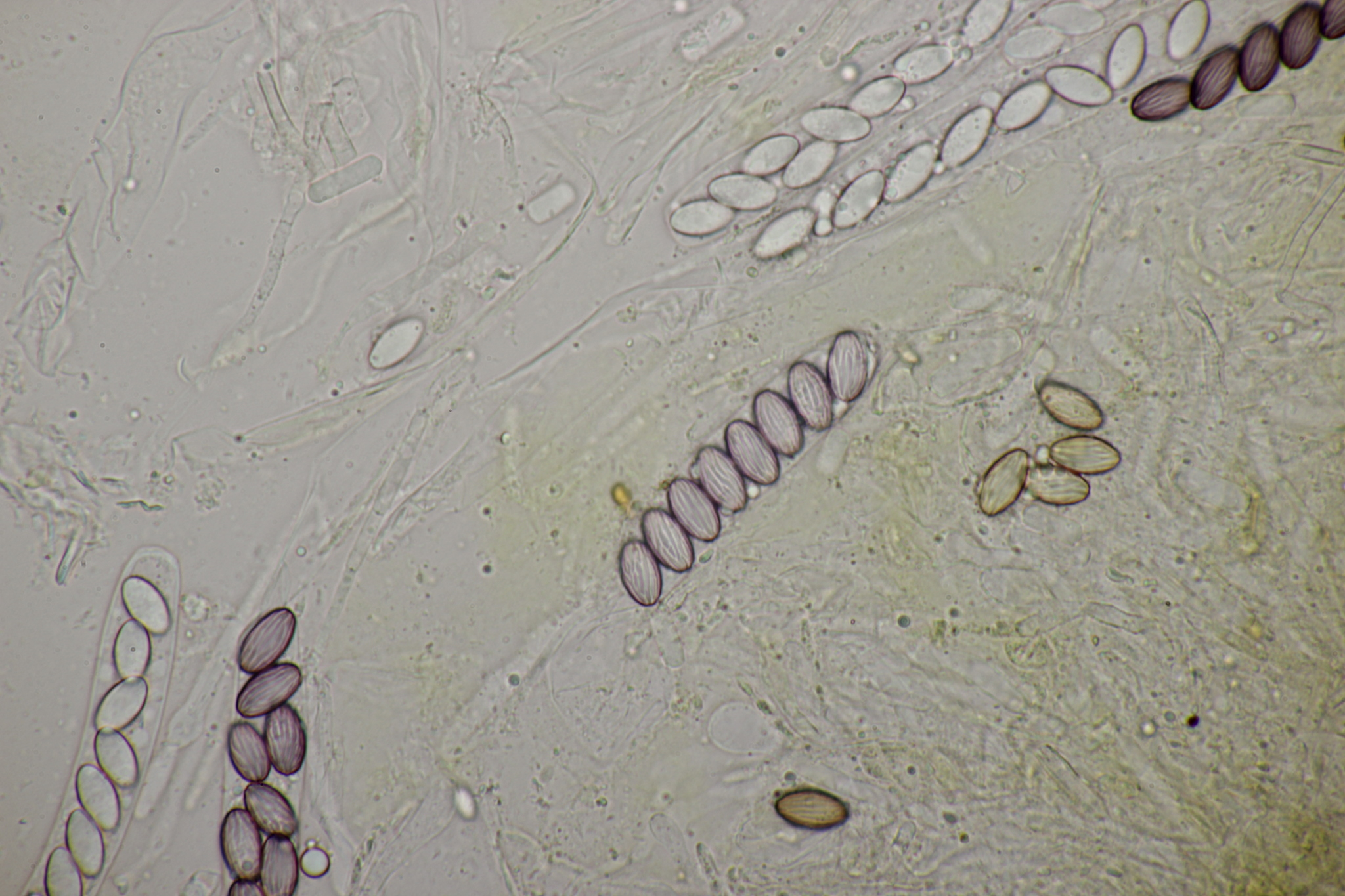
Worki z zarodnikami na różnych etapach dojrzewania

Ascobolus crenulatus P. Karst. – gatunek grzybów z rodziny Ascobolaceae.

## Systematyka i nazewnictwo
Pozycja w klasyfikacji według Index Fungorum: Ascobolus, Ascobolaceae, Pezizales, Pezizomycetidae, Pezizomycetes, Pezizomycotina, Ascomycota, Fungi.
Po raz pierwszy opisał go w 1871 r. Petter Adolf Karsten i nadana przez niego nazwa naukowa jest aktualna. Synonim: Ascobolus viridulus W. Phillips & Plowr. 1880.
Nazwa naukowa pochodzi od łacińskiego słowa „crenulatus”, oznaczającego „karbowany, ząbkowany” i odnoszącego się do karbowanego brzegu askokarpu.

## Morfologia
Askokarpy typu apotecjum występujące na powierzchni podłoża, zwykle pojedynczo, beztrzonowe, o średnicy 0,5–0,6 mm. Początkowo niemal kuliste, bladożółte do żółtych, następnie półkuliste do soczewkowatych, zielonkawożółte, a w końcu ciemniejsze, w odcieniach od ciemnożółtego do bursztynowego, wybarwiające się wraz z dojrzewaniem zarodników. Brzeg ząbkowany. Powierzchnia wewnętrzna (hymenialna) słabo oprószona, fioletowa lub fioletowo nakrapiana przez zarodniki, gdyż w okresie ich dojrzałości worki wystają nad powierzchnię hymenium. Hymenium dobrze zróżnicowane, o grubości 120–200 µm. Hypotecjum słabo zróżnicowane, złożone z małych kulistych strzępek, zwykle nieodróżnialnych od hymenium. Ekscypulum typu textura globosa, złożone ze strzępek kulistych i prawie kulistych, o słabo zróżnicowanych warstwach. Wstawki cylindryczne, proste lub rozgałęzione, septowane, szkliste, o grubości 2,5–3 μm. Worki 8-zarodnikowe, cylindryczno-maczugowate, zwężające się w kierunku podstawy, która tworzy krótki trzon, na wierzchołkach zaokrąglone, 135–145,5 × 12,5–15 μm. Askospory 10–15 × 6,5–7,5 μm, w worku w trakcie dojrzewania w jednym rzędzie, w stanie dojrzałym stają się nieregularnie dwurzędowe, elipsoidalne, początkowo szkliste, podczas dojrzewania nabierające barwy bladoczerwonej do czerwonej. Ich episporium ma równoległe, podłużne do głównej osi zarodników pęknięcia, czasami łączące się. Askospory czasami są jednostronnie pokryte śluzem.

## Zasięg występowania i siedlisko
Podano stanowiska Ascobolus crenulatus w Ameryce Północnej, Środkowej i Południowej, w Europie, Azji, Australii i na Nowej Zelandii. W Polsce w 2006 r. M.A. Chmiel przytoczyła 4 stanowiska, w późniejszych latach podano następne.
Grzyb koprofilny rozwijający się na odchodach zwierząt roślinożernych.